# BBQR
BBQR（ビービーキューアール）は、かつて文化放送が運営していたインターネットラジオである。2002年まではWEB JOQRという名称であった。2013年3月をもって番組の配信を終了した。

## 内容
以下の5つのジャンルで多数の番組を配信していた。
アニメ&ゲーム
人気声優や新人声優によるアニラジ。
アナウンサー
文化放送のアナウンサーによるトーク番組。
お・と・なのゾーン
大物芸能人のトーク番組など。
スポーツ&ニュース
プロ野球や競馬の実況番組など。
レコメン!
お笑いバラエティ番組。
AMやBSデジタルラジオ（BSQR489）の番組の全部または一部の再配信もあり、BSQR489の放送終了後は、同局で放送されていた番組の受け皿的な役割も果たしていた。

## 配信していた番組

### アニメ&ゲーム
- 榎本温子のらじお・む〜
- 金田朋子のミニミニミクロ電子幼稚園
- アクターズゲート（AG-ONに移行）
  - アクターズゲイト 大澤俊哉・来住沙耶香のネトラジ!おーらい
  - アクターズゲート ネトラジ!ぴよっこプ〜
  - アクターズゲート メガ×ポジradio
  - アクターズゲート 我流!下田屋名取
  - アクターズゲート ホプステ//10せんち
  - アクターズゲート アヤケン2級
  - アクターズゲート よってく? Dolce milka
  - アクターズゲート さんかくPEACE☆
  - アクターズゲート ゆいみきみくりのマルペケ三姉妹
  - アクターズゲート B-POI-B
- 樹元オリエ with 山口勝平のランチタイムBBQR
- 山本麻里安のはにわマイハウス
- ラヂオ 花宵ロマネスク
- 松野太紀のCafe Blue Mountain 2
- 声タマ★ロッカールーム
- ラジオ・ラブルートゼロ from ラビリンス
- フレッシュ・ドリーム・パーティ
- 青山二丁目 太紀ちゃんの店
- 青山二丁目 太まん飯店
- 藤田咲・田村睦心のなんやかんや（ラジオ関西制作）
- 超ラジ!BBQR
- A&Gアカデミー課外授業 のび太のアニメチックワールド!
- 豊丸産業プレゼンツ さくら・あゆみのローズパーティー
- インターネットラジオどっとあい（AG-ONに移行）
- 金田朋子・保村真のエアラジオ（同上）
- A&Gアカデミー合同制作 最優秀作品（同上）
- Blendy stick スマート男子とキレカワ女子のスティックブレイク（毎週金曜更新）

### アナウンサー
- 邦丸・藤木の気分はTINTIN
- 内海文化・QRの現金5万円入りのハンドバッグ（Podcast QRに移行）
- スナック加奈（同上）
- ドクターたかよしの吉田健康クリニック

### お・と・なのゾーン
- 木村政雄の楽園計画・club50
- Cinemambo/シネマンボ
- 会社ラジオ ガレージスタイル
- グリーン2リズム
- アジアンパラダイス（Podcast QRに移行）
- アジアン!プラス（同上）
- 吉野亜衣子の「部長、今日も私頑張ったんですけど…」（同上）
- ワカバ食堂（同上）
- 藤岡藤巻の一フジニフジ三オヤジ!!（同上）
- 髭男爵 ルネッサンスラジオ（同上）
- 奥井亜紀の手紙（毎週金曜更新）〜2010年3月末?
- 吉田照美のArt LIFE MUSEUM the NET
- 武田鉄矢・今朝の三枚おろし（毎週月曜更新）
- 純喫茶・谷村新司（同上）

### スポーツ&ニュース
- 白井静雄の爆笑だじゃれニュース
- 競馬〜レースカウントダウン〜
- 文化放送ライオンズナイター（ストリーミング配信。西武主催ゲーム限定。文化放送の地上波で放送されない祝日および一部の土曜のデーゲームも配信。聴取にはライオンズナイターのホームページからアクセスする）
- 出雲全日本大学選抜駅伝競走（年1回放送。パ・リーグのクライマックスシリーズと開催時間帯が重複した場合、地上波では野球中継が優先されるため、事実上のBBQR専用番組となる）
- 全日本大学駅伝対校選手権大会（年1回放送）

### レコメン!
- のーぎゃらくん
- AKB48 明日までもういっちょ